# Володарск
Володарск (на руски: Володарск) е град в Русия, административен център на Володарски район, Нижегородска област. Населението на града към 1 януари 2018 година е 9972 души.